# Cubaris arcangelii
Cubaris arcangelii is een pissebed uit de familie Armadillidae. De wetenschappelijke naam van de soort is voor het eerst geldig gepubliceerd door Verhoeff.